# Kasuare

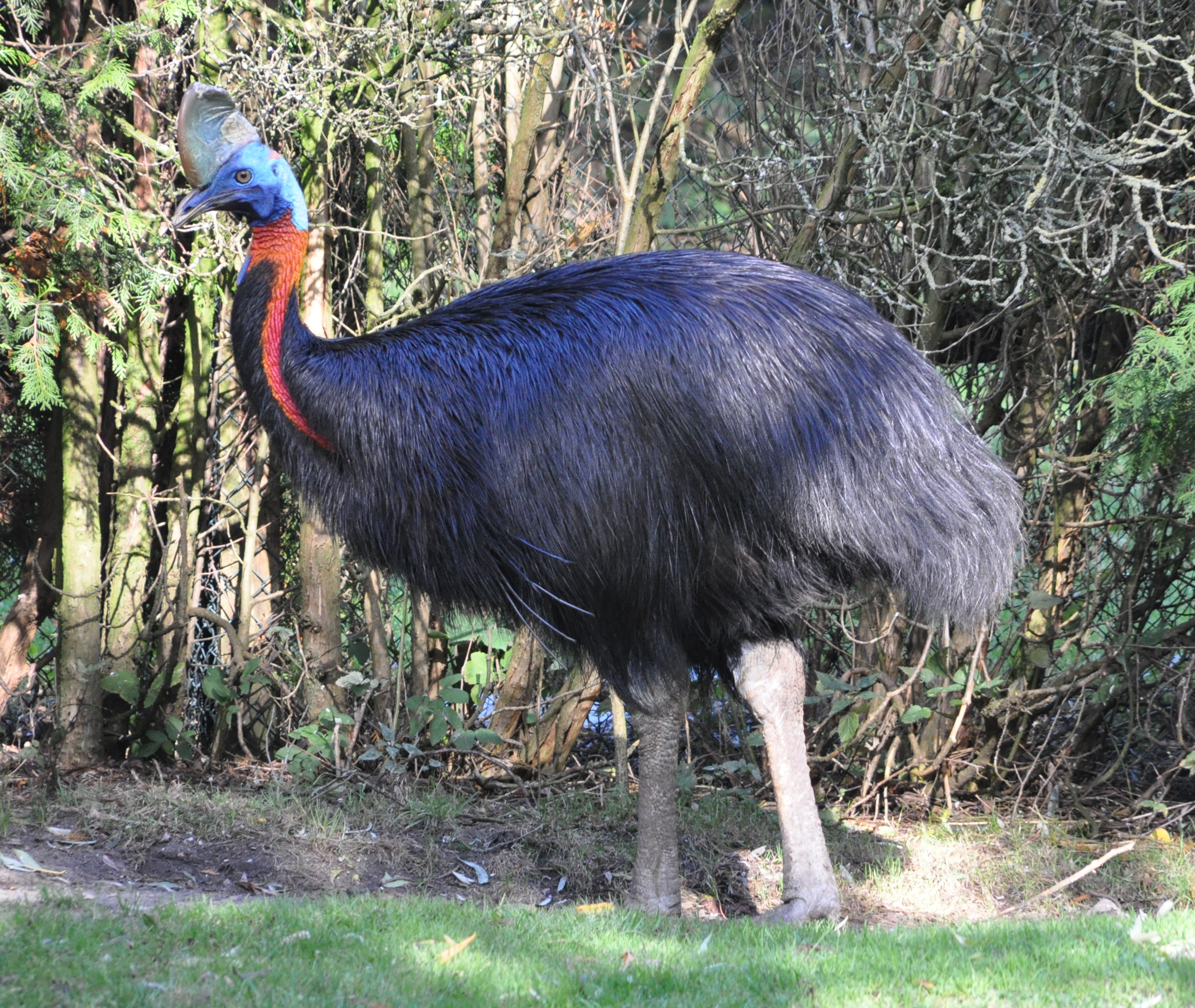
Einlappenkasuar (Casuarius unappendiculatus)

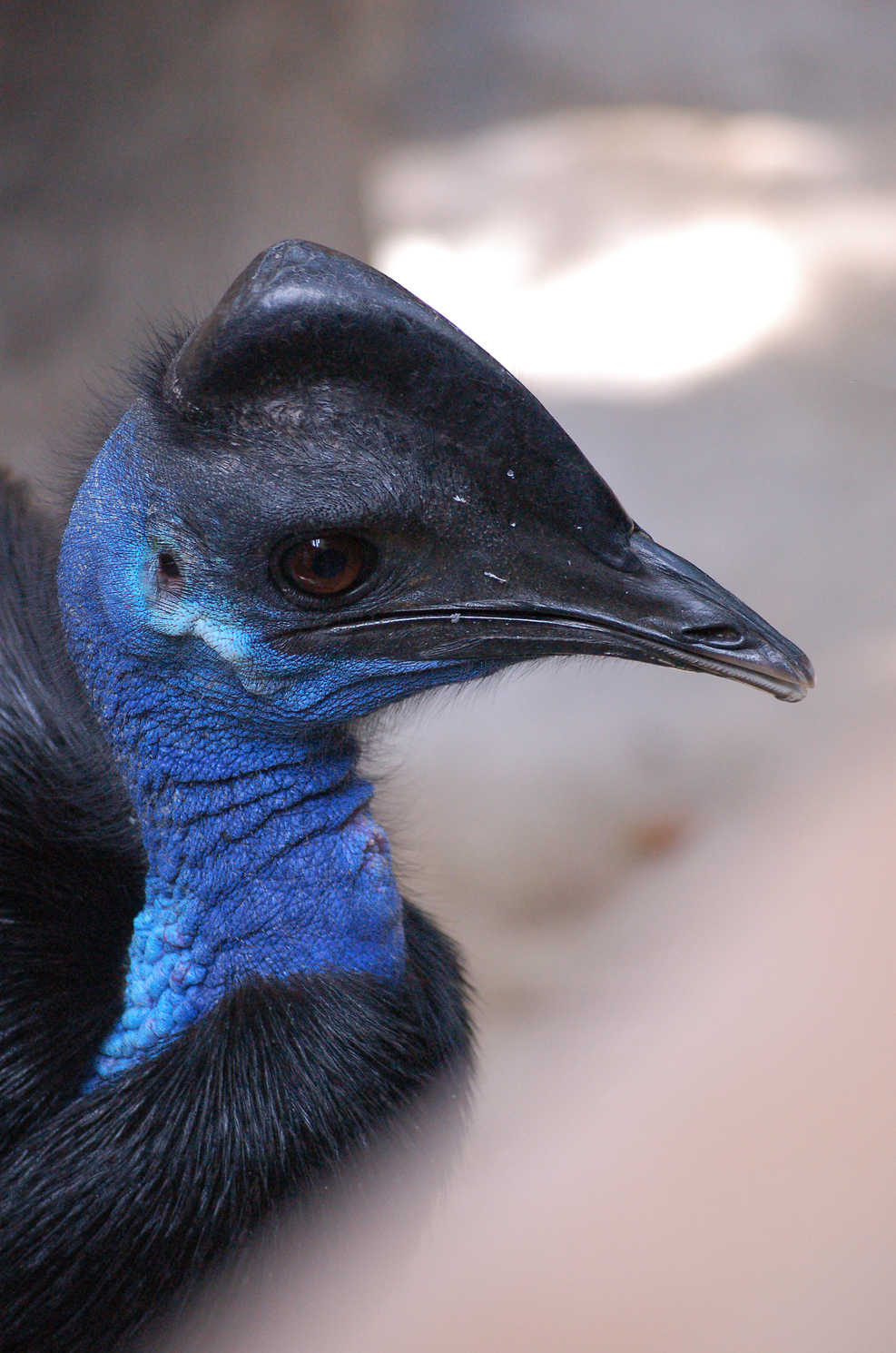
Kopfansicht eines Bennettkasuars

Die Kasuare (Casuarius) sind eine Gattung großer flugunfähiger Vögel aus der Gruppe der Laufvögel. Das Verbreitungsgebiet umfasst Neuguinea mit einigen Nebeninseln, wo Kasuare die größten Landtiere sind, sowie die australische Kap-York-Halbinsel. Der Name „Kasuar“ ist vom malaiischen Namen „kasuari“ abgeleitet.

## Merkmale
Die Kasuare werden durch einen helmartigen, mit Horngewebe überzogenen Auswuchs auf dem Kopf von anderen Laufvögeln unterschieden. Die Funktion dieses Helms war lange rätselhaft und Gegenstand eines umfassenden Fachdiskurses. Traditionell wurde der Nutzen der Vorrichtung so erklärt, dass er einen Schutz vor Kopfverletzungen bei schnellen Bewegungen im dichten Wald biete; allerdings halten Kasuare ihren Kopf immer gerade, und eine Schutzfunktion des Helms tritt erst bei geneigtem Kopf ein. Eine mögliche Hauptfunktion könnte in der Anzeige des Rangs liegen; mit anderen Worten, die Größe des Helms spiegelt den sozialen Status eines Individuums wider und spielt somit eine Rolle im Sozialverhalten. Ebenso könnte der Helm eine Rolle in der tieffrequenten akustischen Kommunikation der Kasuare spielen. Jüngste Forschungen kommen nun zu dem Ergebnis, dass der Helm bzw. die innenliegende Gewebestruktur der Regulierung der Körpertemperatur dient.
Der Kopf ist unbefiedert, bei zwei der drei Arten auch der Hals. Bei diesen zweien sind die blau-rot gefärbte Haut sowie herabhängende Hautlappen sichtbar. Die Anzahl dieser Hautlappen kennzeichnet die Arten: keiner beim Bennettkasuar, einer beim Einlappenkasuar und zwei beim Helmkasuar. Den leuchtenden Farben könnte im dichten Wald eine Signalwirkung zukommen. Die Farbe der Hautpartien am Hals kann sich mit den Stimmungen des Vogels verändern.
Das einfarbig schwarze Gefieder der Kasuare weist einige Besonderheiten auf. So fehlen wie bei den verwandten Emus die Steuerfedern. Die Schwungfedern bestehen nur aus den Kielen. Die Flügel sind vorhanden, aber zu kleinen Stummeln verkümmert.
Die Beine sind äußerst kräftig, verfügen über je drei Zehen (Tridactylie) und ermöglichen Geschwindigkeiten bis zu 50 km/h. Die Tiere besitzen an der Innenzehe ihrer Füße eine bis zehn Zentimeter lange dolchartige Kralle, die als gefährliche Waffe eingesetzt werden kann.
Ausgewachsene Helmkasuare und Einlappenkasuare können ca. 1,70 Meter hoch und über 60 Kilogramm schwer werden. Damit zählen sie zu den größten und schwersten lebenden Vögeln überhaupt.
Die Geschlechter sind nur schwer voneinander zu unterscheiden. Weibchen sind im Durchschnitt etwas größer, haben leuchtendere Farben und größere Helme. Allerdings ist dies kein sicheres Unterscheidungsmerkmal. Kasuare im Jugendkleid haben ein braunes Gefieder; ihnen fehlen die leuchtenden Farben der Halspartien und die Helmaufsätze sind deutlich kleiner.

## Verbreitung und Lebensraum
Kasuare leben in den tropischen Regenwäldern Neuguineas und Queenslands. Neuguinea ist das hauptsächliche Verbreitungsgebiet. Alle drei Arten bewohnen ähnliche Habitate, vermeiden für gewöhnlich aber ein Aufeinandertreffen, da sie unterschiedliche Höhenlagen bevorzugen. So lebt der Einlappenkasuar vor allem in Tieflandwäldern, der Helmkasuar in mittleren Höhen und der Bennettkasuar im Bergregenwald. Allerdings gibt es Überschneidungen in den Habitaten und keine scharfen Trennlinien; in Gegenden, in denen die anderen Arten nicht vorkommen, steigt der Bennettkasuar auch bis auf Meeresspiegelhöhe hinab. Da sie das gesamte Jahr über auf Früchte angewiesen sind, können sie nur in großen Wäldern überleben, die eine große Artenvielfalt aufweisen.
Australien scheint im Pleistozän ebenfalls von Kasuaren bewohnt worden zu sein. Heute lebt nur noch der Helmkasuar auf der Kap-York-Halbinsel im Norden Queenslands. Auch hier sind Kasuare reine Waldbewohner; dass sie gelegentlich auch auf Feldern gesichtet werden, liegt darin begründet, dass die zunehmende Waldzerstörung die Durchquerung solcher Freiflächen erforderlich macht.
Außerdem leben Kasuare auf einigen Nachbarinseln Neuguineas: der Helmkasuar auf Seram und den Aru-Inseln, der Bennettkasuar auf Neubritannien und Yapen und der Einlappenkasuar auf Yapen und Salawati. Es ist aber unklar, ob diese ursprünglich dort heimisch waren oder ob ihr Vorkommen das Ergebnis des Handels mit Jungvögeln durch die Bewohner Neuguineas ist.
Die IUCN führt zwei der Arten (Einlappenkasuar und Helmkasuar) als gefährdet. Allerdings sind von keiner der Arten auch nur annähernde Bestandszahlen bekannt, da weite Teile des Regenwaldes Neuguineas nach wie vor unerschlossen sind. In Australien ist der Helmkasuar streng geschützt.

## Lebensweise

### Verhalten
Die Kasuare sind scheue Vögel, die tief im Wald leben und sich meist schon entfernen, bevor ein Mensch ihre Anwesenheit bemerkt. Bedingt durch die heimliche Lebensweise sind Kasuare unzureichend erforscht. Sie sind dämmerungs- und nachtaktiv, mit Aktivitätsspitzen in der Morgen- und Abenddämmerung. Am Tage ruhen sie sitzend. Die meiste Zeit verbringen sie mit der Nahrungssuche. Hierbei legen sie Pfade durch das Unterholz an, die sie dann immer wieder benutzen.
Abgesehen von der Fortpflanzungszeit sind Kasuare territoriale Einzelgänger. Kasuare erzeugen tieffrequente, dröhnende Laute von bis hinab zu 23 Hertz, die möglicherweise der Kommunikation dienen. Tieffrequente Laute werden auch über weite Distanzen nicht gedämpft, sie würden also ein geeignetes Kommunikationsmittel im dichten Regenwald darstellen. Der Helm ist vielleicht geeignet, solche tiefen Laute aufzufangen. Momentan sind Funktion des Helms und die innerartliche Kommunikation der Kasuare für definitive Schlüsse jedoch nicht hinreichend erforscht.
Vor allem, wenn Kasuare Junge haben oder sich in die Enge getrieben fühlen, können sie äußerst aggressiv reagieren. Einem Angriff gehen normalerweise Drohgebärden voraus, bei denen die Federn aufgerichtet werden und der Kopf zu Boden geneigt wird, der Hals anschwillt und der Körper zu zittern beginnt. Kommt es dann tatsächlich zu einem Angriff, tritt der Kasuar mit beiden Beinen gleichzeitig zu. Die dolchartige Kralle kann dabei schwerste Verletzungen hervorrufen – auch Todesfälle sind schon vorgekommen, sind aber selten.

### Fortpflanzung

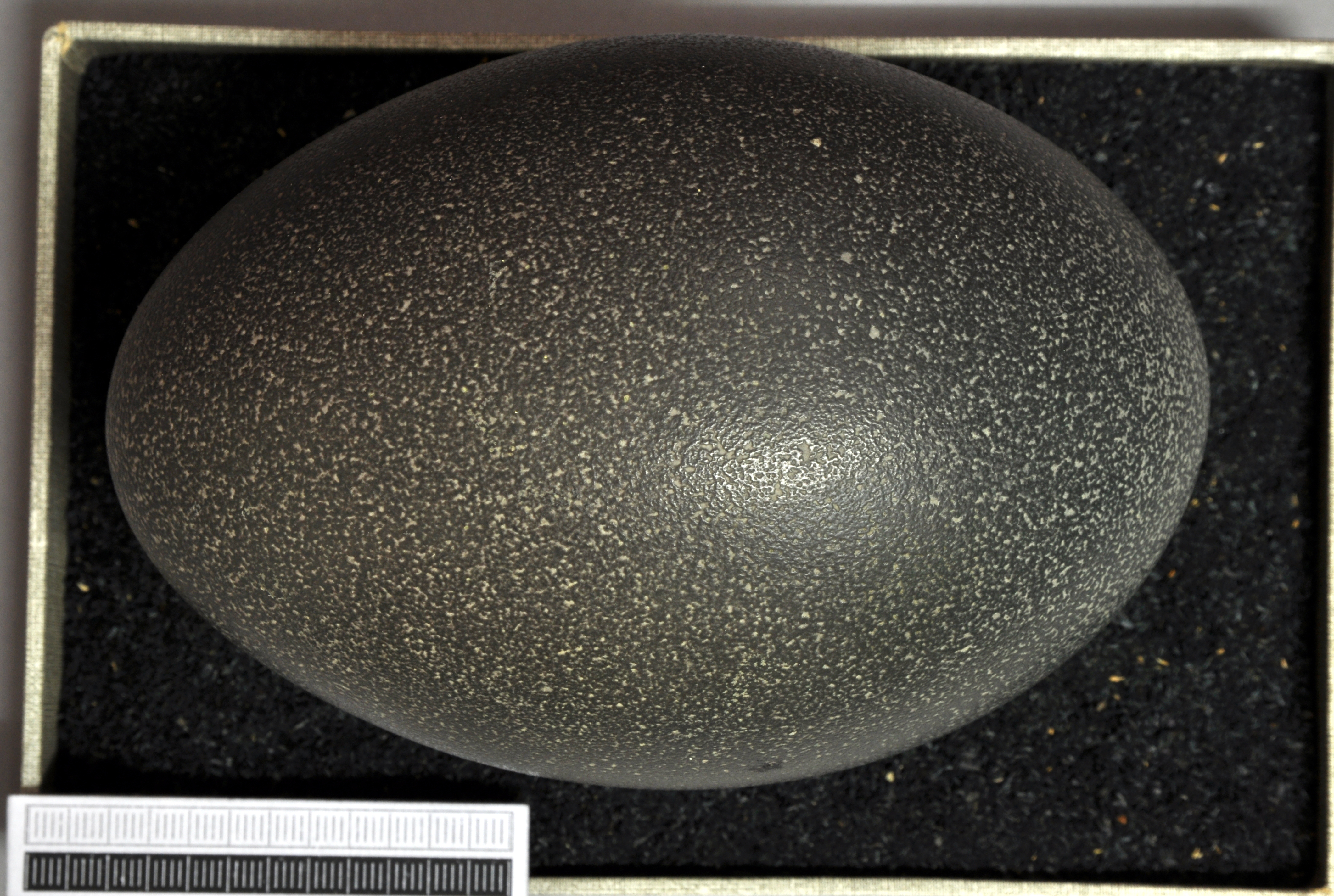
Ei, Sammlung Museum Wiesbaden

Die genaue Fortpflanzungszeit der einzelnen Arten ist nicht bekannt. Die meisten Populationen scheinen zwischen Juni und Oktober zu brüten, doch fand man brütende Vögel schon zu jeder Zeit des Jahres. Die Männchen wachen über ein Revier mit einer Fläche von einem bis fünf Quadratkilometern. Betritt dies ein Weibchen, beginnt das Männchen mit der Balz. Dabei wird das Gefieder aufgestellt und das Weibchen langsam umkreist; der Hals wird aufgeblasen, leuchtet dabei besonders grell, und ein dumpfes „buu-buu-buu“ wird ausgestoßen.
Nach der Begattung bleibt das Paar einige Wochen zusammen. Dabei legt das Weibchen drei bis fünf Eier in eine vom Männchen bereitete Nestgrube. Es sind recht große Eier, die bis zu 650 Gramm schwer werden können. Nach dem Legen verlässt das Weibchen das Nest. Oft geht es nun in das Revier eines anderen Männchens, um sich auch mit diesem zu paaren. Das Männchen bleibt allein mit dem Gelege zurück und kümmert sich allein um Brut und Aufzucht.
Nach 49 bis 56 Tagen Brutzeit schlüpfen die Jungen. Sie tragen ein hellbraunes Federkleid mit längs am Körper verlaufenden dunkleren Streifen. Die Jungen können wenige Stunden nach dem Schlüpfen umherlaufen und folgen dem Vater für etwa neun Monate. Bevor sie ein halbes Jahr alt sind, wechseln sie in das einfarbig braune Jugendkleid; etwa gleichzeitig beginnt der Helm sichtbar zu werden. Während ihres zweiten Lebensjahres nehmen Kasuare allmählich das Aussehen der adulten Vögel an und erreichen deren Größe. Mit dreieinhalb Jahren sind Kasuare geschlechtsreif.
Über die potenzielle Lebensdauer ist wenig bekannt. Schätzungen gehen von einer Spanne zwischen zwölf und 19 Jahren in der Wildnis aus. Im Zoo erreichten Kasuare allerdings schon ein Alter von 40 Jahren.

### Ernährung
Kasuare ernähren sich hauptsächlich von Früchten, die sie vom Boden auflesen oder von den unteren Zweigen pflücken. Außerdem fressen sie Pilze, Insekten, Frösche, Schlangen und andere kleine Tiere. Wie andere Laufvögel schlucken Kasuare Steine, die im Magen als Gastrolithen dazu dienen, Nahrung zu zerkleinern. Sie trinken regelmäßig; Wasser ist in ihren Lebensräumen meistens im Überfluss verfügbar.

### Feinde
Neben dem Menschen haben Kasuare in Neuguinea keine natürlichen Feinde, allenfalls verwilderte Hunde können jungen Vögeln gefährlich werden.

## Systematik

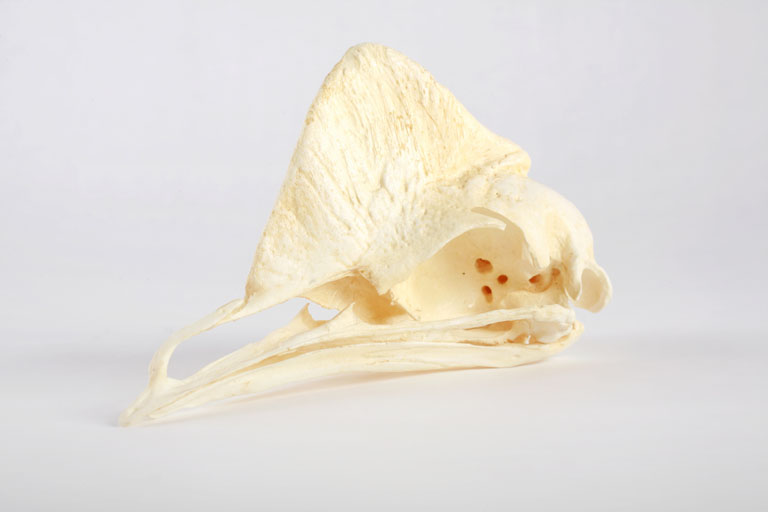
Abguss des Schädels eines Casuarius casuarius in der Sammlung des Kinder-Museums von Indianapolis (The Children's Museum of Indianapolis)

Innerhalb der Urkiefervögel sind die nächsten Verwandten der Kasuare die Emus, mit denen sie in eine gemeinsame Familie und eine gemeinsame Ordnung Casuariiformes vereint werden. Die Kasuare selbst umfassen drei Arten, die alle einer einzigen Gattung Casuarius zugeordnet werden.
- Bennettkasuar oder Moruk, Casuarius bennetti
- Helmkasuar oder Südlicher Kasuar, Casuarius casuarius
- Einlappenkasuar auch Rothalskasuar, Casuarius unappendiculatus

Über die Existenz einer vierten Art (Papuakasuar Casuarius papuanus) lässt sich streiten, da die Unterschiede zum Bennettkasuar gering sind.
Insgesamt wurden 42 Unterarten dieser drei Arten beschrieben. Oft wurden solche Beschreibungen anhand gefangener Vögel vorgenommen, deren Herkunft nicht bekannt war. Da die Unterschiede zwischen Geschlechtern, Altersstufen und Individuen unzureichend erforscht sind, erscheint eine Unterteilung der Kasuararten in Unterarten derzeit nicht sinnvoll.

## Fossilgeschichte
Fossilfunde von Kasuaren sind selten. Die meisten Funde sind nur Fragmente, die nicht sicher Emus oder Kasuaren zugeordnet werden können. All diese Funde stammen aus Australien. Ein Fund, der sicher einem Bennettkasuar zugeordnet werden konnte, stammt aus dem Pleistozän von New South Wales und deutet darauf hin, dass Kasuare in Australien einst eine wesentlich weitere Verbreitung als heute gehabt haben dürften. Nur ein Fossilfund ist älter als das Pleistozän; er stammt aus dem Pliozän Australiens vor vier Millionen Jahren, und seine Zuordnung zu den Kasuaren ist unsicher.

## Kasuare und Menschen

### Bedeutung für die Papua-Völker

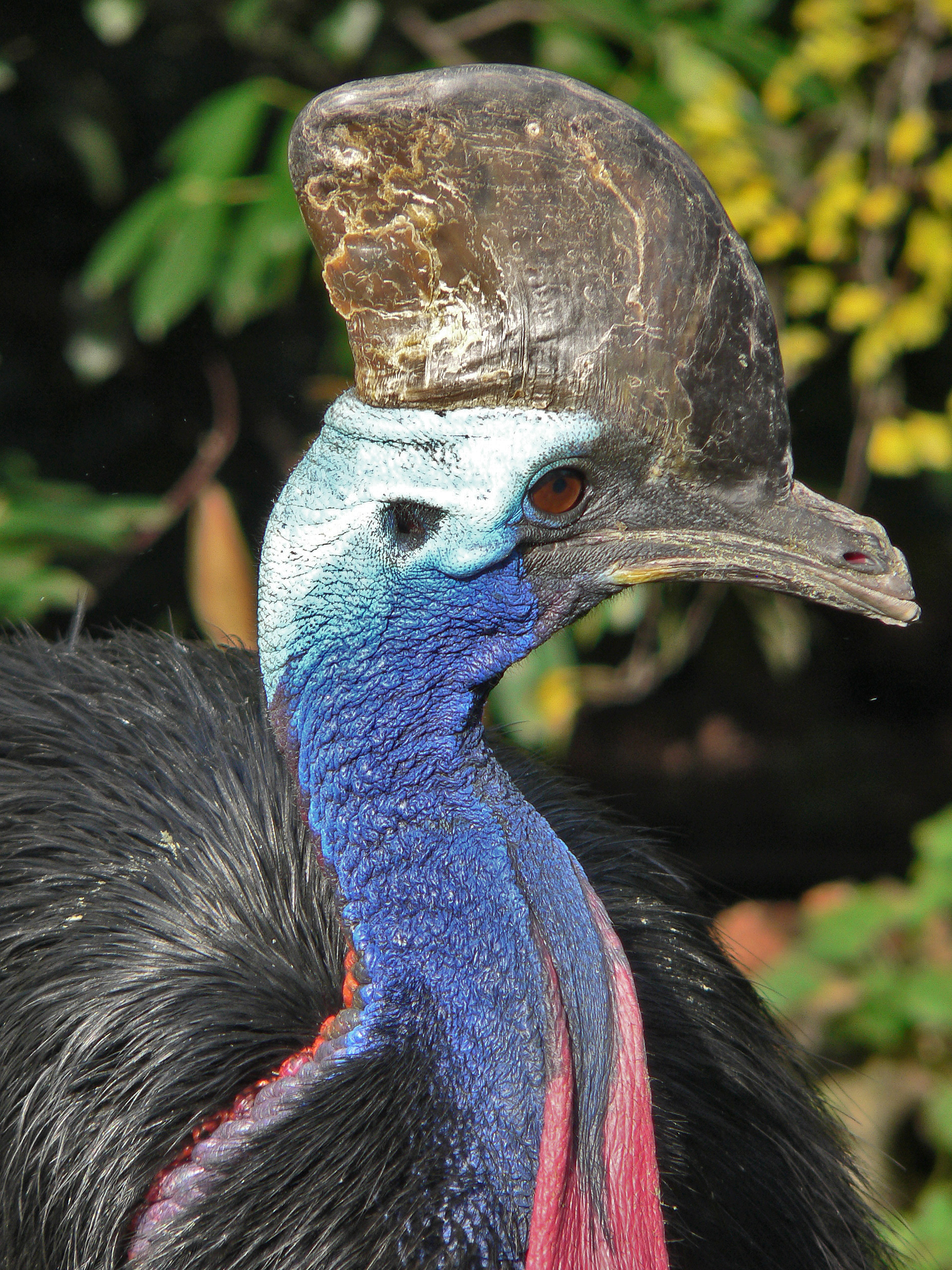
Kopfstudie eines Helmkasuars

Im Alltagsleben der Papua-Völker spielen Kasuare seit Jahrhunderten eine Rolle. Zum einen werden sie wegen ihres Fleisches gejagt, das als sehr wohlschmeckend gilt. Die Federn dienen als Schmuck, und selbst die bloßen Kiele der Schwungfedern können noch als Nasen- und Lippenstäbe verwendet werden. Die Krallen wurden als Pfeilspitzen verwendet, aus den Beinknochen wurden Werkzeuge und Waffen hergestellt. Keiner der auf Neuguinea lebenden Ethnien ist die Domestikation dieser Vögel gelungen, es werden jedoch immer wieder Jungvögel eingefangen und aufgezogen, um sie dann später zu essen.
Kasuare galten als so wertvoll, dass es seit mindestens fünfhundert Jahren Handel zwischen den Papua und seefahrenden Völkern Südostasiens gab. Die Papua brachten vorwiegend junge Kasuare zu den Küsten und tauschten sie gegen Waren ein; gängig soll ein Gegenwert von acht Schweinen für einen Kasuar gewesen sein. Es wird angenommen, dass die wilden Kasuare mancher kleiner Inseln auf diese Weise ihre heutigen Verbreitungsgebiete erreichten.
Neben dem praktischen Nutzen spielten Kasuare auch eine spirituelle Rolle in den Papua-Gemeinschaften. Sie tauchen in zahlreichen Mythen und Fabeln auf. Da es zahlreiche verschiedene Papua-Völker mit ganz unterschiedlichen Sitten und Gebräuchen gibt, kann nichts Allgemeingültiges über diese Glaubensvorstellungen gesagt werden. Zwei Beispiele sollen genannt werden: Das Volk der Kalam hält Kasuare für Reinkarnationen der weiblichen Ahnen, weshalb die Jagd auf Kasuare bei ihnen verboten ist. Bei den Ilahita Arapesh erscheint die Stammesgöttin in der Gestalt eines Kasuars und ist Bestandteil vieler Fruchtbarkeitsriten.

### Todesfälle
Die kräftigen Beine und langen Krallen sind gefährliche Waffen, die Kasuare auch gegenüber dem Menschen einsetzen können. Immer wieder wird von Begegnungen zwischen Kasuaren und Menschen auf Neuguinea berichtet, die für den Menschen tödlich ausgehen. Allerdings ist keiner dieser Vorfälle dokumentiert und vermutlich sind sie extrem selten.
Als gesichert gelten lediglich zwei Vorfälle. Der erste ereignete sich in Australien, als im Jahre 1926 der 16-jährige Phillip McClean aus Queensland von einem Kasuar getötet wurde. Nachdem der Junge den Vogel auf dem Grundstück der Familie entdeckte, wollten er und sein Bruder das Tier mit Knüppeln erschlagen. Der Helmkasuar schlug ihn allerdings zu Boden und trat auf ihn ein, wobei er mit seinen Krallen McCleans Halsschlagader aufriss. Obwohl der Junge noch weglaufen konnte, kollabierte er kurz darauf und starb durch den Blutverlust.
Ein zweiter Todesfall ereignete sich am 12. April 2019 in Florida. Der 75-jährige Halter des Vogels wollte dem Gehege ein Ei zum Verkauf entnehmen, wurde daraufhin vom Kasuar angegriffen und erlag später im Krankenhaus seinen Verletzungen.

### Haltung
Der erste Helmkasuar wurde bereits 1597 nach Europa eingeführt. Seitdem wurden alle drei Arten in europäischen Zoos gezeigt. Am häufigsten wird der Helmkasuar gezeigt, dessen Erstzucht in menschlicher Obhut dem Zoo London 1862 und 1863 gelang. Zuchten in Zoohaltung sind jedoch vergleichsweise selten, da Kasuare einzelgängerisch leben und wegen ihres Aggressionsverhaltens auch mit Artgenossen kaum gemeinsam gehalten werden können. Zur Zucht wird gewöhnlich versucht, die Paare zunächst in benachbarten Gehegen aneinander zu gewöhnen. Gelingt diese Gewöhnung, vertragen sich Kasuare zumindest während der Brutperiode gut.

## Film
- Kasuare – Australiens schräge Vögel. Dokumentation, Australien, 2008, 43 Min., Buch und Regie: Bianca Keeley, Produktion: ZDF, deutsche Erstsendung: 13. Januar 2009, Inhaltsangabe von arte